# فرقه سوسیالیست مستقل
فرقه سوسیالیست مستقل (به ترکی: Müstakil Sosyalist Fırkası) یک حزب سیاسی سوسیالیستی در ترکیه بود. این حزب در تابستان ۱۹۲۲ به دنبال انشعابی از فرقه سوسیالیست ترکیه تأسیس شد. بنیانگذار فرقۀ سوسیالیست مستقل راسم ساکر از رهبران اتحادیه‌های کارگری ترکیه بود.
فرقۀ سوسیالیست مستقل در بین‌الملل کارگران سوسیالیست عضویت داشت.